# HIV 감염 커뮤니티

빨간 리본

HIV 감염 커뮤니티 또는 HIV/AIDS 감염 커뮤니티는 HIV와 AIDS에 감염되어 살아가는 사람들의 모임이다. 청년에서 중년 감염인들의 자조 모임으로 HIV 감염에 따른 위험과 치료 정보를 나누기 위한 커뮤니티로 출발하였다. HIV는 여전히 전 세계에서 주요 사망 원인 가운데 하나로 2017년 기준 감염인 수는 약 3천 680만 명에 달한다. 그러나 감염인들 상당수가 인종, 젠더와 같은 구분에서 소수자인 상황이고 소득 면에서도 취약한 경우가 있어 커뮤니티의 구성에 어려움이 있다. 가장 적극적으로 HIV 감염인 커뮤니티를 구성하는 커뮤니티는 성소수자 사회로 대개 세이프 섹스와 같은 예방 활동을 함께한다. 동성애나 양성애 또는 이성 간의 경우 모두 성교와 관련하여 HIV 예방의 핵심은 항문 성교와 같이 감염 위험이 높은 성교 방식을 하지 않는 것이다. 성소수자 사회 외에도 다양한 커뮤니티가 HIV 감염 커뮤니티와 관계를 맺고 있다. 예를 들어 HIV 감염인은 우울증에 빠질 위험이 높고 이와 관련하여 정신 건강을 위한 집단 상담 커뮤니티의 도움을 받을 수 있다. HIV 감염을 줄이기 위해 HIV 검사를 하는 것도 커뮤니티들의 중요한 역할 가운데 하나이다. 또한 HIV도 다른 감염증과 같이 조기 발견이 치료와 생존에 유리하다.

## 구성원
HIV 감염 커뮤니티의 회원은 기본적으로 감염인이다. 경우에 따라서는 감염인의 동거인이나 가족 같이 HIV 감염에 크게 영향을 받는 사람들도 회원으로 받아들이기도 한다.
대도시의 경우 종교, 인종, 젠더와 같은 다양한 다른 커뮤니티에 속하여 감염인 커뮤니티를 운영할 수도 있지만, 도시 외의 지방에서는 외부 세계의 커뮤니티를 통한 커뮤니티 활동을 마련하기 어렵다. 인구 수가 많지 않은 지방에서는 감염인에게 적합한 주거와 같은 자원을 찾기도 쉽지 않다.
HIV 감염 커뮤니티는 다양한 사회 기관과 정부, 다른 사회적 커뮤니티를 상대로 활동해야 하기 때문에, 감염인이 아닌 사람을 활동가로 고용하거나 커뮤니티의 임원진으로 받아들이기도 한다. 일반인들에 대해서도 커뮤니티의 후원회원을 모집하고 있다.

## 활동
HIV 감염 커뮤니티의 활동은 크게 보아 감염인의 권익 보호 활동과 HIV/AIDS 예방 및 치료 활동으로 나눌 수 있다. 어느 커뮤니티이건 이 두 가지 활동을 모두 전개하지만, 예를 들어 한국 HIV/AIDS 감염인 협회는 감염인의 권인 보호 활동에 보다 우선을 둔 커뮤니티이고 대한에이즈예방협회는 보다 예방과 치료를 위한 활동을 목적으로 한다.

### 감염인의 인권
21세기에 들면서 HIV/AIDS가 사회적으로 부각되기 시작한 초기보다는 많은 인식 개선이 있지만 HIV/AIDS에 대한 오해를 비롯하여 감염인에 대한 차별이 여전히 존재한다. HIV 감염 커뮤니티는 잘못된 오해와 부당한 차별 때문에 벌어지는 감염인의 인권 침애에 대응하는 여러 가지 활동을 벌인다.

### 예방 및 교육
HIV 감염 커뮤니티의 주요 활동 가운데 하나는 HIV 감염 확산을 예방하고 감염을 조기에 발견하여 적절한 치료가 이루어 질 수 있도록 교육하는 것이다. 교육은 군인, 청소년 단체와 같이 감염 예방 대상자를 위한 교육과 보건의료인을 대상으로 한 교육이 있다.

### 치료 지원
HIV 감염 커뮤니는 감염인을 회원으로 하는 단체들이다. 따라서 감염인의 질병에 대한 치료, 정신 건강에 대한 상담 등을 지원한다. 더 나아가 사회적 제도의 개선으로 감염인들이 적절한 치료를 받을 수 있는 환경을 만들기 위해 노력한다. 보건의료인들 역시 HIV/AIDS에 대처하는 커뮤니티를 만들고 이러한 제도 개선을 위해 노력하고 있다.